# Cuphea pulchra
Cuphea pulchra är en fackelblomsväxtart som beskrevs av Stefano Moricand. Cuphea pulchra ingår i släktet blossblommor, och familjen fackelblomsväxter. Utöver nominatformen finns också underarten C. p. corollata.